# Karl Feldkamp
Karl Feldkamp (* 8. August 1943 in Lübeck) ist ein deutscher Erzieher, Sozialarbeiter und Schriftsteller.

## Leben
Karl Feldkamp lebte von 1989 bis 2011 in Bergisch Gladbach, seit 2011 lebt er in Engelskirchen. Seine Kindheit und Jugend verbrachte er in Lübeck. Nach einer Ausbildung zum  Erzieher war er pädagogischer Leiter eines Kinderheims in Bad Oldesloe. Sein weiterer Berufsweg führte über Jugendarbeit und Jugendbildung im Bistum Osnabrück nach Köln als Leiter im Jugendreferat des Kolpingwerks. Er setzte seinen Berufsweg fort als Sozialarbeiter und Streetworker für obdachlose Kinder und Jugendliche am Kölner Hauptbahnhof. Anschließend arbeitete er in der Familienberatung der Stadt Köln. Seit 1990 betätigt er sich als Supervisor in schul- und sozialpädagogischen Einrichtungen.

## Aktivitäten
Sein besonderes Interesse gilt der Schriftstellerei. Er ist Autor von Erzählungen, Satiren, Essays, Gedichten und Hörspielen. Zusammen mit  Jochen Schimmang gründete Feldkamp 1979 die so genannte Autorengruppe K 60, in der Texte gelesen und kritisiert wurden. 

## Mitgliedschaften
Karl Feldkamp ist Mitglied des Verbands Deutscher Schriftsteller. Außerdem ist er ein Gründungsmitglied von „Wort & Kunst e.V.“ in Bergisch Gladbach.

## Werke
- Nebensachen. Bilder aus der Vorstadt. Marabuchverlag, Köln 1989 (zusammen mit Barbara Feldkamp). ISBN 978-3-926374-11-0
- Mit Messer und Gabel. Hörspiel, WDR, Köln 1991
- Allzu Bergisches, Bergisch Gladbach 1996 (zusammen mit Ullrich Maurer)
- Angstaugen. Dittrich Verlag, Köln 1997. ISBN 978-3-920862-14-9
- Aus dem Tagebuch eines Humoristen. Klaus Bielefeld Verlag, Friedland 1999. ISBN 978-3-932325-35-9
- ... und die Zeit zerschneidet Käsescheiben. Klaus Bielefeld Verlag, Friedland 1999. ISBN 978-3-932325-80-9
- Vorruhestandswahn, E-Book, Satzweiss.com – Chichilli-Agency, 2011

## Herausgeberschaft
- Jugend befragt Jugend zum Freizeitverhalten, zu Freizeitwünschen und zu Jugendzentren, Köln 1985 (herausgegeben zusammen mit Gertrud Weitze)
- Ehrenfeld ... noch einmal mit Gefühl, Köln 1988
- Die Zeiten sind so ...!, Bergisch Gladbach 1997